# Anime năm 2016
| Anime theo năm |      |      |      |      |      |         |
| ...2013        | 2014 | 2015 | 2016 | 2017 | 2018 | 2019... |

Dưới đây danh sách anime (bao gồm anime truyền hình dài tập, phim anime điện ảnh, ONA, OVA) ra mắt trong năm 2016.

## Phim điện ảnh
| Ngày chiếu  | Tựa đề                                                        | Thời lượng | Hãng sản xuất         | Đạo diễn                         | Ng     |
| ----------- | ------------------------------------------------------------- | ---------- | --------------------- | -------------------------------- | ------ |
| 8 tháng 1   | Kizumonogatari I: Tekketsu                                    | 64 phút    | Shaft                 | Shinbo Akiyuki, Oishi Tatsuya    | [ 1 ]  |
| 9 tháng 1   | Glass no Hana to Kowasu Sekai                                 | 67 phút    | A-1 Pictures          | Ishihama Masashi                 | [ 2 ]  |
| 16 tháng 1  | Sinbad: Mahō no Lamp to Ugoku Shima                           | 50 phút    | Nippon Animation      | Miyashita Shinpei                | [ 3 ]  |
| 23 tháng 1  | Persona 3 The Movie: No. 4, Winter of Rebirth                 | 105 phút   | A-1 Pictures          | Taguchi Tomohisa                 | [ 4 ]  |
| 6 tháng 2   | Shin Gekijouban Initial D: Legend 3 - Mugen                   | 60 phút    | Sanzigen, Liden Films | Hidaka Masamitsu, Naka Tomohito  | [ 5 ]  |
| 13 tháng 2  | Selector Destructed WIXOSS                                    | 91 phút    | J.C. Staff            | Satō Takuya                      | [ 6 ]  |
| 20 tháng 2  | Dōkyūsei                                                      | 60 phút    | A-1 Pictures          | Nakamura Shouko                  | [ 7 ]  |
| 27 tháng 2  | Gekijōban Tantei Opera Milky Holmes: Gyakushū no Milky Holmes | 70 phút    | J.C. Staff            | Makoto Moriwaki, Sakurai Hiroaki | [ 8 ]  |
| 12 tháng 3  | Digimon Adventure tri: Ketsui                                 | 88 phút    | Toei Animation        | Motonaga Keitaro                 | [ 9 ]  |
| 12 tháng 3  | PriPara Mi~nna no Akogare Let's Go PriPari                    | 72 phút    | Tatsunoko Production  | Moriwaki Makoto                  | [ 10 ] |
| 19 tháng 3  | Eiga Precure All Stars: Minna de Utau - Kiseki no Mahō!       | 70 phút    | Toei Animation        | Tsuchida Yutaka                  | [ 11 ] |
| 2 tháng 4   | Tamayura: Sotsugyō Shashin Dai 4-bu Asa Ashita                | 58 phút    | TYO Animations        | Sato Junichi                     | [ 12 ] |
| 23 tháng 4  | Yu-Gi-Oh!: The Dark Side of Dimensions                        | 130 phút   | Gallop                | Satoshi Kuwabara                 | [ 13 ] |
| 23 tháng 4  | Zutto Mae kara Suki deshita: Kokuhaku Jikkō Iinkai            | 60 phút    | Qualia Animation      | Yanagisawa Tetsuya               | [ 14 ] |
| 6 tháng 5   | Ajin: Shōtotsu                                                | 106 phút   | Polygon Pictures      | Seshita Hiroyuki                 | [ 15 ] |
| 21 tháng 5  | Garo: Divine Flame                                            | 78 phút    | MAPPA                 | Hayashi Yuichiro                 | [ 16 ] |
| 21 tháng 5  | Naze Ikiru: Rennyo Shounin to Yoshizaki Enjou                 | 83 phút    | Studio Deen           | Oba Hideaki                      | [ 17 ] |
| 25 tháng 6  | Kidō Senshi Gundam Thunderbolt: December Sky                  | 70 phút    | Sunrise               | Matsuo Kō                        | [ 18 ] |
| 9 tháng 7   | Kingsglaive: Final Fantasy XV                                 | 115 phút   | Visual Works          | Takeshi Nozue                    | [ 19 ] |
| 23 tháng 7  | Accel World: Infinite Burst                                   | 82 phút    | Sunrise               | Obara Masakazu                   | [ 20 ] |
| 23 tháng 7  | One Piece Film: Gold                                          | 120 phút   | Toei Animation        | Miyamoto Hiroaki                 | [ 21 ] |
| 19 tháng 8  | Kizumonogatari II: Nekketsu                                   | 64 phút    | Shaft                 | Shinbo Akiyuki, Oishi Tatsuya    | [ 22 ] |
| 27 tháng 8  | Your Name – Tên cậu là gì?                                    | 106 phút   | CoMix Wave Films      | Shinkai Makoto                   | [ 23 ] |
| 3 tháng 9   | Kuroko no Basket: Winter Cup - Kage to Hikari                 | 87 phút    | Production I.G        | Tada Shunsuke                    | [ 24 ] |
| 3 tháng 9   | Planetarian: Hoshi no Hito                                    | 117 phút   | David Production      | Tsuda Naokatsu                   | [ 25 ] |
| 9 tháng 9   | Yowamushi Pedal: Spare Bike                                   | 60 phút    | TMS/8PAN              | Nabeshima Osamu                  | [ 26 ] |
| 17 tháng 9  | Dáng hình thanh âm                                            | 130 phút   | Kyoto Animation       | Yamada Naoko                     | [ 27 ] |
| 23 tháng 9  | Ajin: Shōgeki                                                 | 120 phút   | Polygon Pictures      | Seshita Hiroyuki                 | [ 15 ] |
| 24 tháng 9  | Digimon Adventure tri: Kokuhaku                               | 95 phút    | Toei Animation        | Motonaga Keitaro                 | [ 28 ] |
| 8 tháng 10  | Kuroko no Basket: Winter Cup - Namida no Saki e               | 87 phút    | Production I.G        | Tada Shunsuke                    | [ 24 ] |
| 14 tháng 10 | Gantz: O                                                      | 96 phút    | Digital Frontier      | Sato Keiichi, Kawamura Yasushi   | [ 29 ] |
| 12 tháng 11 | Góc khuất của thế giới                                        | 168 phút   | MAPPA                 | Katabuchi Sunao                  | [ 30 ] |
| 26 tháng 11 | Gekijō-ban KanColle                                           | 92 phút    | Diomedéa              | Kusakawa Keizō                   | [ 31 ] |
| 3 tháng 12  | Kuroko no Basket: Winter Cup - Tobira no Mukō                 | 88 phút    | Production I.G        | Tada Shunsuke                    | [ 24 ] |
| 17 tháng 12 | Suki ni Naru Sono Shunkan o: Kokuhaku Jikkō Iinkai            | 63 phút    | Qualia Animation      | Yanagisawa Tetsuya               | [ 32 ] |
| 23 tháng 12 | Pop in Q                                                      | 96 phút    | Toei Animation        | Naoki Miyahara                   | [ 33 ] |
| 31 tháng 12 | Kōtetsujō no Kabaneri: Tsudou Hikari                          | 107 phút   | Wit Studio            | Araki Tetsurō                    | [ 34 ] |

## Phim truyền hình

### Tháng 1 – tháng 3
| Ngày phát sóng               | Tựa đề                                             | Số tập | Hãng sản xuất                    | Đạo diễn                             | Ng     |
| ---------------------------- | -------------------------------------------------- | ------ | -------------------------------- | ------------------------------------ | ------ |
| 5 tháng 1 - 2 tháng 3        | Prince of Stride Alternative                       | 12     | Madhouse                         | Ishizuka Atsuko                      | [ 35 ] |
| 6 tháng 1 - 24 tháng 3       | HaruChika: Haruta to Chika wa Seishun Suru         | 12     | P.A.Works                        | Hashimoto Masakazu                   | [ 36 ] |
| 7 tháng 1 - 27 tháng 9       | Active Raid: Kidou Kyoushuushitsu Dai Hachi Gakari | 24     | Production IMS                   | Taniguchi Gorō, Akitaya Noriaki      | [ 37 ] |
| 7 tháng 1 - 30 tháng 6       | Ansatsu Kyoushitsu (mùa 2)                         | 25     | Lerche                           | Kishi Seiji                          | [ 38 ] |
| 7 tháng 1 - 31 tháng 3       | Dagashi Kashi                                      | 12     | Feel                             | Takayanagi Shigehito                 | [ 39 ] |
| 7 tháng 1 - 25 tháng 3       | Boku Dake ga Inai Machi                            | 12     | A-1 Pictures                     | Itō Tomohiko                         | [ 40 ] |
| 7 tháng 1 - 24 tháng 3       | Shōjotachi wa Kōya o Mezasu                        | 12     | Project No.9                     | Satō Takuya                          | [ 41 ] |
| 7 tháng 1 - 31 tháng 3       | Musaigen no Phantom World                          | 13     | Kyoto Animation                  | Ishihara Tatsuya                     | [ 42 ] |
| 7 tháng 1 - 25 tháng 3       | Norn9: Norn+Nonette                                | 12     | Kinema Citrus, Orange            | Abo Takao                            | [ 43 ] |
| 7 tháng 1 - 25 tháng 3       | Ojisan to Marshmallow                              | 12     | Creators in Pack                 | Hirasawa Hisayoshi, Sasaki Noriyoshi | [ 44 ] |
| 7 tháng 1 - 31 tháng 3       | Phantasy Star Online 2: The Animation              | 12     | Telecom Animation Film           | Kawaguchi Keiichiro                  | [ 45 ] |
| 8 tháng 1 - 25 tháng 3       | Divine Gate                                        | 12     | Studio Pierrot                   | Abe Noriyuki                         | [ 46 ] |
| 8 tháng 1 - 25 tháng 3       | Kōkaku no Pandora                                  | 12     | Studio Gokumi, AXsiZ             | Munenori Nawa                        | [ 47 ] |
| 8 tháng 1 - 25 tháng 3       | Oshiete! Galko-chan                                | 12     | Feel                             | Kawaguchi Keiichiro                  | [ 48 ] |
| 8 tháng 1 - 25 tháng 3       | Reikenzan: Hoshikuzu-tachi no Utage                | 12     | Studio Deen                      | Suzuki Iku                           | [ 49 ] |
| 8 tháng 1 - 25 tháng 3       | Sekkō Boys                                         | 12     | Liden Films                      | Takuno Tomoki                        | [ 50 ] |
| 8 tháng 1 - 1 tháng 4        | Shōwa Genroku Rakugo Shinjū                        | 13     | Studio Deen                      | Hatakeyama Mamoru                    | [ 51 ] |
| 8 tháng 1 - 29 tháng 1       | Tabi Machi Late Show                               | 4      | CoMix Wave Films                 | Numata Yū                            | [ 52 ] |
| 9 tháng 1 - 26 tháng 3       | BBK/BRNK                                           | 12     | Sanzigen                         | Komatsuda Daizen                     | [ 53 ] |
| 9 tháng 1 - 26 tháng 3       | Durarara!!×2 Ketsu                                 | 12     | Shuka                            | Omori Takahiro                       | [ 54 ] |
| 9 tháng 1 - 26 tháng 3       | Gate: Jieitai Kano Chi nite, Kaku Tatakaeri        | 12     | A-1 Pictures                     | Kyōgoku Takahiko                     | [ 55 ] |
| 9 tháng 1 - 26 tháng 3       | Luck & Logic                                       | 12     | Doga Kobo                        | Chigira Koichi, Naoya Takashi        | [ 56 ] |
| 10 tháng 1 - 27 tháng 3      | Dimension W                                        | 12     | 3Hz, Orange                      | Kamei Kanta                          | [ 57 ] |
| 10 tháng 1 - 26 tháng 6      | Nijiiro Days                                       | 24     | Production Reed                  | Amino Tetsurō, Ōkubo Tomihiko        | [ 58 ] |
| 10 tháng 1 - 27 tháng 3      | Nurse Witch Komugi-chan R                          | 12     | Tatsunoko Production             | Kawaguchi Keiichiro                  | [ 59 ] |
| 10 tháng 1 - 27 tháng 3      | Ōya-san wa Shishunki!                              | 12     | Seven Arcs Pictures              | Ogawa Yuki                           | [ 60 ] |
| 10 tháng 1 - 27 tháng 3      | Schwarzesmarken                                    | 12     | Ixtl, Liden Films                | Watanabe Tetsuya                     | [ 61 ] |
| 11 tháng 1 - 28 tháng 3      | Ao no Kanata no Four Rhythm                        | 12     | Gonzo                            | Oizaki Fumitoshi                     | [ 62 ] |
| 11 tháng 1 - 28 tháng 3      | Hai to Gensō no Grimgar                            | 12     | A-1 Pictures                     | Nakamura Ryosuke                     | [ 63 ] |
| 11 tháng 1 - 29 tháng 3      | Ketsuekigata-kun! 4                                | 12     | Assez Finaud Fabric, Feel, Zexcs | Oyama Yoshihisa                      | [ 64 ] |
| 11 tháng 1 - 28 tháng 3      | Akagami no Shirayuki-hime (mùa 2)                  | 12     | Bones                            | Ando Masahiro                        | [ 65 ] |
| 11 tháng 1 - 29 tháng 3      | Teekyū (mùa 7)                                     | 12     | Millepensee                      | Itagaki Shin                         | [ 66 ] |
| 13 tháng 1 - 16 tháng 3      | Kono Subarashii Sekai ni Shukufuku o!              | 10     | Studio Deen                      | Kanasaki Takaomi                     | [ 67 ] |
| 16 tháng 1 - 9 tháng 4       | Ajin                                               | 13     | Polygon Pictures                 | Hiroyuki Seshita                     | [ 68 ] |
| 21 tháng 1 - 29 tháng 3      | Ganbare! Lulu Lolo                                 | 10     | Fanworks                         | Yūji Umoto                           | [ 69 ] |
| 6 tháng 2 - 25 tháng 3, 2017 | Rilu Rilu Fairilu: Yōsei no Door                   | 59     | Studio Deen                      | Gojō Sakura                          | [ 70 ] |
| 7 tháng 2 - 29 tháng 1, 2017 | Mahou Tsukai Pretty Cure!                          | 50     | Toei Animation                   | Mitsukab Masato                      | [ 71 ] |
| 3 tháng 3 - 28 tháng 4       | Itachi Shinden-hen                                 | 7      | Studio Pierrot                   | Date Hayato                          | [ 72 ] |
| 4 tháng 3 - 25 tháng 3       | Kanojo to Kanojo no Neko: Everything Flows         | 4      | Liden Films                      | Sakamoto Kazuya                      | [ 73 ] |

### Tháng 4 - tháng 6
| Ngày phát sóng                | Tựa đề                                         | Số tập | Hãng sản xuất               | Đạo diễn                     | Ng      |
| ----------------------------- | ---------------------------------------------- | ------ | --------------------------- | ---------------------------- | ------- |
| 1 tháng 4 - 23 tháng 6        | Kagewani: Shō                                  | 13     | Tomovies                    | Takashima Tomoya             | [ 74 ]  |
| 1 tháng 4 - 18 tháng 6        | Mayoiga                                        | 12     | Diomedéa                    | Mizushima Tsutomu            | [ 75 ]  |
| 1 tháng 4 - 24 tháng 6        | Uchū Patrol Luluco                             | 13     | Trigger                     | Imaishi Hiroyuki             | [ 76 ]  |
| 1 tháng 4 - 24 tháng 6        | Terra Formars Revenge                          | 13     | Liden Films, TYO Animations | Fukuda Michio                | [ 77 ]  |
| 1 tháng 4 - 24 tháng 6        | Ushio to Tora                                  | 13     | MAPPA, Studio VOLN          | Nishimura Satoshi            | [ 78 ]  |
| 2 tháng 4 - 24 tháng 9        | Gyakuten Saiban                                | 24     | A-1 Pictures                | Watanabe Ayumu               | [ 79 ]  |
| 2 tháng 4 - 28 tháng 6        | Gakusen Toshi Asterisk (mùa 2)                 | 12     | A-1 Pictures                | Ono Manabu, Seto Kenji       | [ 80 ]  |
| 2 tháng 4 - 23 tháng 12       | JoJo no Kimyou na Bouken: Diamond wa Kudakenai | 39     | David Production            | Tsuda Naokatsu               | [ 81 ]  |
| 3 tháng 4 - 17 tháng 6        | Concrete Revolutio: Chōjin Gensō The Last Song | 11     | Bones                       | Mizushima Seiji              | [ 82 ]  |
| 3 tháng 4 - 24 tháng 9        | Endride                                        | 24     | Brain's Base                | Gotō Keiji                   | [ 83 ]  |
| 3 tháng 4 - 19 tháng 6        | Kuma Miko                                      | 12     | Kinema Citrus, EMT Squared  | Matsuda Kiyoshi              | [ 84 ]  |
| 3 tháng 4 - 25 tháng 9        | Macross Delta                                  | 26     | Satelight                   | Kawamori Shōji, Yasuda Kenji | [ 85 ]  |
| 3 tháng 4 - 11 tháng 9        | Kidou Senshi Gundam Unicorn RE:0096            | 22     | Sunrise                     | Furuhashi Kazuhiro           | [ 86 ]  |
| 3 tháng 4 - 26 tháng 6        | Boku no Hero Academia                          | 13     | Bones                       | Nagasaki Kenji               | [ 87 ]  |
| 4 tháng 4 - 19 tháng 12       | 12-sai.: Chicchana Mune no Tokimeki            | 24     | OLM                         | Taichū Seiki                 | [ 88 ]  |
| 4 tháng 4 - 20 tháng 6        | Bakuon!!                                       | 12     | TMS/8PAN                    | Nishimura Junji              | [ 89 ]  |
| 4 tháng 4 - 19 tháng 6        | Hundred                                        | 12     | Production IMS              | Kobayashi Tomoki             | [ 90 ]  |
| 4 tháng 4 - 27 tháng 6        | Pan de Peace!                                  | 13     | Asahi Production            | Tsuji Hatsuki                | [ 91 ]  |
| 4 tháng 4 -19 tháng 9         | Re:Zero kara Hajimeru Isekai Seikatsu          | 25     | White Fox                   | Watanabe Masaharu            | [ 92 ]  |
| 4 tháng 4 - 27 tháng 6        | Seisen Cerberus: Ryūkoku no Fatalite           | 3      | Bridge                      | Kondo Nobuhiro               | [ 93 ]  |
| 5 tháng 4 - 28 tháng 6        | Hakuōki: Otogisōshi                            | 13     | DLE                         |                              | [ 94 ]  |
| 5 tháng 4 - 21 tháng 6        | Joker Game                                     | 12     | Production I.G              | Nomura Kazuya                | [ 95 ]  |
| 6 tháng 4 - 8 tháng 6         | Super Lovers                                   | 10     | Studio Deen                 | Ishihira Shinji              | [ 96 ]  |
| 6 tháng 4 - 29 tháng 3, 2017  | Sōsei no Onmyōji                               | 50     | Pierrot                     | Taguchi Tomohisa             | [ 97 ]  |
| 7 tháng 4 - 23 tháng 6        | Bungō Stray Dogs                               | 12     | Bones                       | Igarashi Takuya              | [ 98 ]  |
| 7 tháng 4 - 29 tháng 9        | Kuromukuro                                     | 26     | P.A.Works                   | Okamura Tensai               | [ 99 ]  |
| 7 tháng 4 - 23 tháng 6        | Netoge no Yome wa Onna no Ko Janai to Omotta   | 12     | Project No.9                | Yanagi Shinsuke              | [ 100 ] |
| 7 tháng 4 - 30 tháng 6        | Onigiri                                        | 13     | Pierrot Plus                | Yamamoto Takashi             | [ 101 ] |
| 7 tháng 4 - 23 tháng 6        | Anne Happy                                     | 12     | Silver Link                 | Ōnuma Shin                   | [ 102 ] |
| 8 tháng 4 - 1 tháng 7         | Sakamoto desu ga?                              | 12     | Studio Deen                 | Takamatsu Shinji             | [ 103 ] |
| 8 tháng 4 - 30 tháng 6        | Kōtetsujō no Kabaneri                          | 12     | Wit Studio                  | Araki Tetsurō                | [ 104 ] |
| 8 tháng 4 - 24 tháng 6        | Shōnen Maid                                    | 12     | Eight Bit                   | Yamamoto Yusuke              | [ 105 ] |
| 9 tháng 4 - 25 tháng 6        | Flying Witch                                   | 12     | J.C.Staff                   | Sakurabi Katsushi            | [ 106 ] |
| 9 tháng 4 - 25 tháng 6        | High School Fleet                              | 12     | Production IMS              | Nobuta Yuu                   | [ 107 ] |
| 9 tháng 4 - 25 tháng 6        | Kiznaiver                                      | 12     | Trigger                     | Kobayashi Hiroshi            | [ 108 ] |
| 9 tháng 4 - 24 tháng 9        | Kyoukai no Rinne (mùa 2)                       | 25     | Brain's Base                | Sugawara Seiki               | [ 109 ] |
| 9 tháng 4 - 25 tháng 6        | Tanaka-kun wa Itsumo Kedaruge                  | 12     | Silver Link                 | Kawamo Shinya                | [ 110 ] |
| 10 tháng 4 - 26 tháng 6       | Sansha San'yō                                  | 12     | Doga Kobo                   | Kimura Yasuhiro              | [ 111 ] |
| 12 tháng 4 - 28 tháng 6       | Usakame                                        | 12     | Millepensee                 | Itagaki Shin                 | [ 112 ] |
| 12 tháng 4 - 28 tháng 6       | Wagamama High Spec                             | 12     | AXsiZ                       | Shimizu Satoshi              | [ 113 ] |
| 16 tháng 4 - 18 tháng 6       | Big Order                                      | 10     | Asread                      | Kamanaka Nobuharu            | [ 114 ] |
| 16 tháng 4 - 2 tháng 7        | Magi: Sinbad no Bōken                          | 13     | Lay-duce                    | Miyao Yoshikazu              | [ 115 ] |
| 23 tháng 4 - 25 tháng 3, 2017 | Kamiwaza Wanda                                 | 47     | TMS Entertainment           | Hashimoto Mitsuo             | [ 116 ] |
| 28 tháng 6 - 21 tháng 9       | Fukigen na Mononokean                          | 13     | Pierrot Plus                | Iwanaga Akira                | [ 117 ] |

### Tháng 7 - tháng 9
| Ngày phát sóng              | Tựa đề                                                    | Số tập | Hãng sản xuất                             | Đạo diễn                                | Ng      |
| --------------------------- | --------------------------------------------------------- | ------ | ----------------------------------------- | --------------------------------------- | ------- |
| 1 tháng 7 - 16 tháng 9      | Berserk                                                   | 12     | GEMBA, Millepensee, Liden Films           | Itagaki Shin                            | [ 118 ] |
| 1 tháng 7 - 23 tháng 9      | Momokuri                                                  | 13     | Satelight                                 | Hiraike Yoshimasa                       | [ 119 ] |
| 2 tháng 7 - 24 tháng 9      | B-Project: Kodou*Ambitious                                | 12     | A-1 Pictures                              | SuganumaEiji                            | [ 120 ] |
| 2 tháng 7 - 18 tháng 12     | Days                                                      | 24     | MAPPA                                     | Uda Kōnosuke                            | [ 121 ] |
| 2 tháng 7 - 17 tháng 9      | Hatsukoi Monster                                          | 12     | Studio Deen                               | Inagaki Takayuki                        | [ 122 ] |
| 2 tháng 7 - 24 tháng 9      | Shokugeki no Sōma: Ni no Sara                             | 13     | J.C. Staff                                | Yonetani Yoshitomo                      | [ 123 ] |
| 2 tháng 7 - 24 tháng 9      | Love Live! Sunshine!!                                     | 13     | Sunrise                                   | Sakai Kazuo                             | [ 124 ] |
| 2 tháng 7 - 24 tháng 9      | ReLIFE                                                    | 13     | TMS/Double Eagle                          | Kosaka Tomo                             | [ 125 ] |
| 2 tháng 7 - 24 tháng 9      | Rewrite                                                   | 13     | 8-Bit                                     | Tensho                                  | [ 126 ] |
| 3 tháng 7 - 25 tháng 9      | Tales of Zestiria the X                                   | 13     | Ufotable                                  | Sotozaki Haruo                          | [ 127 ] |
| 3 tháng 7 - 21 tháng 8      | Arslan Senki: Fūjin Ranbu                                 | 8      | Liden Films                               | Abe Noriyuki                            | [ 128 ] |
| 3 tháng 7 - 25 tháng 9      | Orange                                                    | 13     | Telecom Animation Film, TMS Entertainment | Hamasaki Hiroshi                        | [ 127 ] |
| 4 tháng 7 - 26 tháng 9      | Bananya                                                   | 13     | Gathering                                 | Yatate Kyō                              | [ 129 ] |
| 4 tháng 7 - 26 tháng 9      | D.Gray-man Hallow                                         | 13     | TMS/8PAN                                  | Ashino Yoshiharu                        | [ 130 ] |
| 4 tháng 7 -26 tháng 3, 2018 | Puzzle & Dragons X                                        | 89     | Studio Pierrot                            | Kamegaki Hajime                         | [ 131 ] |
| 4 tháng 7 - 26 tháng 12     | Saiki Kusuo no Psi-nan                                    | 120    | J.C. Staff, Egg Firm                      | Sakurai Hiroaki                         | [ 132 ] |
| 4 tháng 7 - 19 tháng 9      | Show By Rock!! Short!!                                    | 12     | Bones                                     | Ikezoe Takahiro                         | [ 133 ] |
| 4 tháng 7 - 19 tháng 9      | Amaama to Inazuma                                         | 12     | TMS/3xCube                                | Iwasaki Tarou                           | [ 134 ] |
| 4 tháng 7 - 19 tháng 9      | Taboo-Tattoo                                              | 12     | J.C. Staff                                | Watanabe Takashi                        | [ 135 ] |
| 5 tháng 7 - 27 tháng 9      | Cheer Danshi!!                                            | 12     | Brain's Base                              | Yoshimura Ai                            | [ 136 ] |
| 5 tháng 7 - 20 tháng 9      | Fudanshi Kōkō Seikatsu                                    | 12     | EMT Squared                               | Tokoro Toshikatsu                       | [ 137 ] |
| 5 tháng 7 - 20 tháng 9      | Masō Gakuen H × H                                         | 12     | Production IMS                            | Furukawa Hiroyuki                       | [ 138 ] |
| 5 tháng 7 - 21 tháng 9      | Scared Rider Xechs                                        | 12     | Satelight                                 | Komori Hideto                           | [ 139 ] |
| 5 tháng 7 - 20 tháng 9      | Servamp                                                   | 12     | Brain's Base                              | Sara Itto, Nakano Hideaki               | [ 140 ] |
| 6 tháng 7 - 21 tháng 9      | Fate/kaleid liner Prisma Illya 3rei!!                     | 12     | Silver Link                               | Ōnuma Shin, Jinbo Masato, Takahashi Ken | [ 141 ] |
| 6 tháng 7 - 28 tháng 9      | Tsukiuta The Animation                                    | 13     | Pierrot                                   | Kawasaki Itsuro                         | [ 142 ] |
| 7 tháng 7 - 22 tháng 9      | Kono Bijutsubu niwa Mondai ga Aru!                        | 12     | Feel                                      | Oikawa Kei                              | [ 143 ] |
| 7 tháng 7 - 22 tháng 9      | OZMAFIA!!                                                 | 12     | Creators in Pack                          | Hirasawa Hisayoshi                      | [ 144 ] |
| 7 tháng 7 - 24 tháng 11     | Regalia: The Three Sacred Stars                           | 13     | Actas                                     | Tosaka Susumu                           | [ 145 ] |
| 8 tháng 7 - 1 tháng 10      | 91 Days                                                   | 12     | Shuka                                     | Kaburaki Hiro                           | [ 146 ] |
| 8 tháng 7 - 22 tháng 9      | Amanchu!                                                  | 12     | J.C.Staff                                 | Sato Junichi, Kasai Kenichi             | [ 147 ] |
| 8 tháng 7 - 23 tháng 9      | Handa-kun                                                 | 12     | Diomedéa                                  | Koyama Yoshitaka                        | [ 127 ] |
| 8 tháng 7 - 23 tháng 9      | Binan Kōkō Chikyū Bōei-bu LOVE! LOVE!                     | 12     | Studio Comet                              | Miyakawa Tomoko, Takahashi Atsuko       | [ 148 ] |
| 9 tháng 7 - 30 tháng 9      | Nejimaki Seirei Senki: Tenkyō no Alderamin                | 13     | Madhouse                                  | Ichimura Tetsuo                         | [ 149 ] |
| 9 tháng 7 - 24 tháng 9      | Ange Vierge                                               | 12     | Silver Link                               | Tamura Masafumi                         | [ 150 ] |
| 9 tháng 7 - 24 tháng 9      | Hitori no Shita the outcast                               | 12     | Pandanium                                 | Wang Xin, Toda Kazuhiro, Mori Mitsuo    | [ 151 ] |
| 9 tháng 7 - 24 tháng 9      | Qualidea Code                                             | 12     | A-1 Pictures                              | Kawamura Kenichi                        | [ 152 ] |
| 11 tháng 7 - 26 tháng 9     | Danganronpa 3: The End of Kibōgamine Gakuen - Mirai-hen   | 12     | Lerche                                    | Kishi Seiji                             | [ 153 ] |
| 12 tháng 7 - 27 tháng 9     | Active Raid: Kidō Kyōshūshitsu Dai-Hakkei 2nd             | 12     | Production IMS, Orange                    | Taniguchi Gorō                          | [ 154 ] |
| 12 tháng 7 - 27 tháng 9     | Mob Psycho 100                                            | 12     | Bones                                     | Tachikawa Yuzuru                        | [ 155 ] |
| 14 tháng 7 - 22 tháng 9     | Battery                                                   | 11     | Zero-G                                    | Mochizuki Tomomi                        | [ 156 ] |
| 14 tháng 7 - 29 tháng 9     | Danganronpa 3: The End of Kibōgamine Gakuen - Zetsubō-hen | 13     | Lerche                                    | Kishi Seiji                             | [ 153 ] |
| 28 tháng 8 - 18 tháng 9     | Nanatsu no Taizai: Seisen no Shirushi                     | 4      | A-1 Pictures                              | Tokoro Tomokazu                         | [ 157 ] |

### Tháng 10 - tháng 12
| Ngày phát sóng                | Tựa đề                                               | Số tập | Hãng sản xuất                        | Đạo diễn                        | Ng      |
| ----------------------------- | ---------------------------------------------------- | ------ | ------------------------------------ | ------------------------------- | ------- |
| 1 tháng 10 - 17 tháng 12      | BBK/BRNK: Hoshi no Kyojin                            | 12     | Sanzigen                             | Komatsuda Daizen                | [ 158 ] |
| 1 tháng 10 - 30 tháng 9, 2017 | Digimon Universe: Appli Monsters                     | 52     | Toei Animation                       | Koga Gou                        | [ 159 ] |
| 1 tháng 10 - 17 tháng 12      | Mahō Shōjo Ikusei Keikaku                            | 12     | Lerche                               | Hashimoto Hiroyuki              | [ 160 ] |
| 1 tháng 10 - 17 tháng 12      | Shūmatsu no Izetta                                   | 12     | Ajia-do Animation Works              | Fujimori Masaya                 | [ 161 ] |
| 1 tháng 10 - 18 tháng 3, 2017 | Time Bokan 24                                        | 24     | Tatsunoko Productions                | Inagaki Takayuki                | [ 162 ] |
| 1 tháng 10 - 24 tháng 12      | Uta no Prince-sama Maji LOVE Legend Star             | 13     | A-1 Pictures                         | Furuta Takeshi                  | [ 163 ] |
| 2 tháng 10 - 30 tháng 9, 2018 | Chi's Sweet Home                                     | 76     | Marza Animation Planet               | Masuhara Mitsuyuki              | [ 164 ] |
| 2 tháng 10 - 25 tháng 12      | Magic-kyun Renaissance                               | 13     | Sunrise                              | Yamazaki Mitsue                 | [ 165 ] |
| 2 tháng 10 - 2 tháng 4, 2017  | Kidō Senshi Gundam: Tekketsu no Orphans              | 25     | Sunrise                              | Nagai Tatsuyuki                 | [ 166 ] |
| 2 tháng 10 - 1 tháng 4, 2018  | Monster Hunter Stories: Ride On                      | 75     | David Production                     | Hongo Mitsuru                   | [ 167 ] |
| 2 tháng 10 - 18 tháng 12      | Show By Rock!!#                                      | 12     | Bones                                | Ikezoe Takahiro                 | [ 168 ] |
| 2 tháng 10 - 2 tháng 7, 2017  | Tiger Mask W                                         | 38     | Toei Animation                       | Komura Toshiaki                 | [ 169 ] |
| 3 tháng 10 - 18 tháng 12      | Idol Memories                                        | 12     | Seven Arcs Pictures                  | Kikuchi Katsuya                 | [ 170 ] |
| 3 tháng 10 - 19 tháng 12      | Stella no Mahō                                       | 12     | Silver Link                          | Kawamo Shinya                   | [ 171 ] |
| 3 tháng 10 - 19 tháng 12      | Touken Ranbu: Hanamaru                               | 12     | Doga Kobo                            | Naoya                           | [ 172 ] |
| 4 tháng 10 - 29 tháng 12      | Sōshin Shōjo Matoi                                   | 12     | White Fox                            | Sakoi Masayuki                  | [ 173 ] |
| 4 tháng 10 - 20 tháng 12      | Natsume Yūjin-Chō Go                                 | 11     | Shuka                                | Omori Takahiro                  | [ 174 ] |
| 4 tháng 10 - 28 tháng 3, 2017 | Nobunaga no Shinobi                                  | 26     | TMS/V1 Studio                        | Daichi Akitaro                  | [ 175 ] |
| 4 tháng 10 - 11 tháng 12      | Soul Buster                                          | 12     | Studio Pierrot                       | Shizuno Kōbun, Watanabe Odahiro | [ 176 ] |
| 4 tháng 10 - 27 tháng 3, 2017 | Trickster                                            | 24     | TMS Entertainment, Shin-Ei Animation | Mukai Masahiro                  | [ 177 ] |
| 5 tháng 10 - 28 tháng 12      | Brave Witches                                        | 12     | Silver Link                          | Takamura Kazuhiro               | [ 178 ] |
| 5 tháng 10 - 22 tháng 3, 2017 | Nanbaka                                              | 25     | Satelight                            | Takamatsu Shinji                | [ 179 ] |
| 5 tháng 10 - 21 tháng 12      | Nazotokine                                           | 12     | Tengu Kobou                          | Fukushi Naoya                   | [ 180 ] |
| 5 tháng 10 - 21 tháng 12      | Teekyu (mùa 8)                                       | 12     | Millepensee                          | Shin Itagaki                    | [ 181 ] |
| 6 tháng 10 - 22 tháng 12      | Bungō Stray Dogs                                     | 12     | Bones                                | Igarashi Takuya                 | [ 182 ] |
| 6 tháng 10 - 29 tháng 12      | Flip Flappers                                        | 13     | Studio 3Hz                           | Oshiyama Kiyotaka               | [ 183 ] |
| 6 tháng 10 - 22 tháng 12      | Watashi ga Motete Dōsunda                            | 12     | Brain's Base                         | Hiroshi Ishiodori               | [ 184 ] |
| 6 tháng 10 - 28 tháng 12      | Hibike! Euphonium (mùa 3)                            | 13     | Kyoto Animation                      | Ishihara Tatsuya                | [ 185 ] |
| 6 tháng 10 - 22 tháng 12      | Yuri!!! on Ice                                       | 12     | MAPPA                                | Yamamoto Sayo                   | [ 186 ] |
| 7 tháng 10 - 31 tháng 3, 2017 | All Out!!                                            | 25     | TMS Entertainment, Madhouse          | Shimizu Kenichi                 | [ 187 ] |
| 7 tháng 10 - 23 tháng 12      | Drifters                                             | 12     | Hoods Drifters Studio                | Suzuki Kenichi                  | [ 188 ] |
| 8 tháng 10 - 24 tháng 12      | Ajin (mùa 2)                                         | 13     | Polygon Pictures                     | [ 189 ]                         |         |
| 8 tháng 10 - 1 tháng 4, 2017  | Classicaloid                                         | 25     | Sunrise                              | Fujita Yoichi                   | [ 190 ] |
| 8 tháng 10 - 10 tháng 12      | Haikyū!! Karasuno Kōkō vs. Shiratorizawa Gakuen Kōkō | 10     | Production I.G                       | Mitsunaka Susumu                | [ 191 ] |
| 8 tháng 10 - 18 tháng 3, 2017 | Sangatsu no Lion                                     | 22     | Shaft                                | Shinbo Akiyuki, Okada Kenjirō   | [ 192 ] |
| 9 tháng 10 - 25 tháng 12      | Occultic;Nine                                        | 12     | A-1 Pictures                         | Ishiguro Kyōhei, Kuroki Miyuki  | [ 193 ] |
| 9 tháng 10 - 25 tháng 12      | Udon no Kuni no Kiniro Kemari                        | 12     | Liden Films                          | Ibata Yoshihide                 | [ 194 ] |
| 14 tháng 10 - 23 tháng 12     | Fune o Amu                                           | 11     | Zexcs                                | Kuroyanagi Toshimasa            | [ 195 ] |
| 22 tháng 10                   | Luger Code 1951                                      | 1      | Studio Deen                          | Takahashi Shinya                | [ 196 ] |

### OVA/ONA
| Ngày phát hành           | Tựa đề                                             | Số tập | Hãng sản xuất              | Đạo diễn                                            | Ng              |
| ------------------------ | -------------------------------------------------- | ------ | -------------------------- | --------------------------------------------------- | --------------- |
| 4 tháng 1                | Nisekoi                                            | 1      | Shaft                      | Shinbo Akiyuki , Miyamoto Yukihiro, Tatsuwa Naoyuki | [ 197 ]         |
| 5 tháng 1                | Akagami no Shirayuki-hime                          | 1      | Bones                      | Ando Masahiro                                       | [ 198 ]         |
| 10 tháng 1 - 27 tháng 3  | Koyomimonogatari                                   | 12     | Shaft                      | Shinbo Akiyuki, Itamura Tomoyuki                    | [ 199 ]         |
| 26 tháng 1               | Shinmai Maō no Testament                           | 1      | Production IMS             | Saitō Hisashi                                       | [ 200 ]         |
| 27 tháng 1               | Okusama ga Seito Kaichō!                           | 1      | Seven                      |                                                     | [ 201 ]         |
| 29 tháng 1 - 27 tháng 5  | One-Punch Man                                      | 4      | Madhouse                   | Natsume Shingo                                      | [ 202 ] [ 203 ] |
| 29 tháng 1 - 28 tháng 9  | Queen's Blade: Grimoire                            | 2      | FORTES                     | Yoshimoto Kinji                                     | [ 204 ]         |
| 4 tháng 2                | Noblesse: Awakening                                | 1      | Production I.G             | Tada Shunsuke, Nakazawa Kazuto                      | [ 205 ]         |
| 6 tháng 2                | Code Geass: Boukoku no Akito                       | 1      | Sunrise                    | Akane Kazuki                                        | [ 206 ]         |
| 4 tháng 3                | Prison School                                      | 1      | J.C.Staff                  | Mizushima Tsutomu                                   | [ 207 ]         |
| 9 tháng 3                | Kūsen Madōshi Kōhosei no Kyōkan                    | 1      | Diomedéa                   | Inagaki Takayuki                                    | [ 208 ]         |
| 18 tháng 3               | Bakuon!!                                           | 1      |                            |                                                     | [ 89 ]          |
| 25 tháng 3               | Shōjo-tachi wa Kōya o Mezasu                       | 1      |                            |                                                     | [ 209 ]         |
| 30 tháng 3 - 30 tháng 9  | Brotherhood: Final Fantasy XV                      | 6      | A-1 Pictures               | Masui Soichi                                        | [ 210 ]         |
| 30 tháng 3               | Charlotte                                          | 1      | P.A.Works                  |                                                     | [ 211 ]         |
| 6 tháng 5                | Ajin                                               | 1      | Polygon Pictures           | Ando Hiroaki                                        | [ 212 ]         |
| 9 tháng 5                | Arslan Senki                                       | 1      | Liden Films                |                                                     | [ 213 ]         |
| 17 tháng 5               | Fairy Tail                                         | 1      | A-1 Pictures               |                                                     | [ 214 ]         |
| 21 tháng 5               | Kidou Senshi Gundam: The Origin                    | 2      | Sunrise                    | Yasuhiko Yoshikazu, Imanishi Takashi                | [ 215 ]         |
| 3 tháng 6                | Kekkai Sensen                                      | 1      | Bones                      | Matsumoto Rie                                       | [ 216 ]         |
| 6 tháng 6                | Drifters                                           | 1      | Hoods Drifters Studio      |                                                     | [ 217 ]         |
| 6 tháng 6                | Hantsu x Trash                                     | 1      | Hoods Entertainment        |                                                     | [ 218 ]         |
| 22 tháng 6               | Kishibe Rohan wa Ugokanai                          | 1      | David Production           |                                                     | [ 219 ]         |
| 24 tháng 6 - 24 tháng 8  | Kuma Miko                                          | 2      | Kinema Citrus, EMT Squared |                                                     | [ 84 ]          |
| 26 tháng 6               | RS Keikaku: Rebirth Storage                        | 1      |                            | Kamei Osamu                                         | [ 220 ]         |
| 29 tháng 6 - 17 tháng 8  | Sansha San'yō                                      | 3      | Doga Kobo                  |                                                     | [ 221 ]         |
| 4 tháng 7                | Shokugeki no Sōma                                  | 1      | J.C. Staff                 |                                                     | [ 222 ]         |
| 4 tháng 7 - 2 tháng 12   | To Love-Ru Darkness                                | 2      |                            |                                                     | [ 223 ]         |
| 7 tháng 7 - 4 tháng 8    | Planetarian: Chiisana Hoshi no Yume                | 5      | David Production           | Tsuda Naokatsu                                      | [ 25 ]          |
| 15 tháng 7               | Fairy Tail                                         | 1      |                            |                                                     | [ 214 ]         |
| 27 tháng 7 - 28 tháng 9  | Joker Game                                         | 2      | Production I.G             |                                                     | [ 224 ]         |
| 27 tháng 7 - 21 tháng 9  | Star-Myu                                           | 2      | C-Station                  |                                                     | [ 225 ]         |
| 28 tháng 7               | Yahari Ore no Seishun Love Comedy wa Machigatteiru | 1      | Feel                       |                                                     | [ 226 ]         |
| 1 tháng 8                | Under the Dog                                      | 1      | Kinema Citrus              | Andō Masahiro                                       | [ 227 ]         |
| 4 tháng 8 - 4 tháng 11   | Gintama                                            | 2      | Bandai Namco Pictures      | Miyawaki Chizuru                                    | [ 228 ]         |
| 19 tháng 8 - 20 tháng 12 | Akatsuki no                                        | 2      | Studio Pierrot             | Yoneda Kazuhiro                                     | [ 229 ]         |
| 26 tháng 8               | Dimension W                                        | 1      | Orange 3Hz                 |                                                     | [ 230 ]         |
| 29 tháng 8               | Mujaki no Rakuen                                   | 1      | Seven                      | Nishikawa Takashi                                   | [ 231 ]         |
| 3 tháng 9                | Persona 5 the Animation: The Day Breakers          | 1      | A-1 Pictures               | Ozaki Takaharu                                      | [ 232 ]         |
| 23 tháng 9               | Nijiiro Days                                       | 1      | Production Reed            |                                                     | [ 233 ]         |
| 5 tháng 10               | Musaigen no Phantom World                          | 1      | Kyoto Animation            |                                                     | [ 234 ]         |
| 7 tháng 10               | Ajin                                               | 1      | Polygon Pictures           |                                                     | [ 235 ]         |
| 12 tháng 11              | Monster Musume                                     | 1      | Lerche                     | Yoshihara Tatsuya                                   | [ 236 ]         |
| 17 tháng 11              | Fairy Tail                                         | 1      | A-1 Pictures               |                                                     | [ 237 ]         |
| 20 tháng 12              | Bakuon!!                                           | 1      | TMS/8PAN                   |                                                     | [ 238 ]         |